# Temnocyoninae
Sous-famille
Les Temnocyoninae sont une sous-famille fossile de chiens-ours de taille moyenne endémiques d'Amérique du Nord et qui ont vécu du début de l'Oligocène au début du Miocène, il y a environ 30,8 à 20,43 millions d'années.

## Liste des genres
Selon BioLib (10 août 2020) :
- genre Delotrochanter Hunt Jr. 2011 †
- genre Mammacyon Loomis, 1936 †
- genre  Rudiocyon Hunt Jr. 2011 †
- genre Temnocyon Cope, 1879 †